# 中國與聯合國
中國與聯合國的關係始於1945年聯合國籌建之初，中、美、英、蘇並稱第二次世界大戰戰勝國四巨頭，且是聯合國宣言最初簽署國。二戰後，中華民國國民政府以中國的席位参与联合国，並取得第一個簽署《聯合國憲章》的順位；中華民國是聯合國的創始會員國，而在《聯合國憲章》第23條中亦明載中華民國是五个聯合國安全理事會常任理事國之一。1971年聯合國大會2758號決議後，中華民國在联合国中的席位被中华人民共和国取代。

## 會籍名稱與中國代表權
中國為聯合國創始國，當時由中華民國代表中國，在《聯合國憲章》第23條明載中華民國是五个聯合國安全理事會常任理事國之一，在第110條中聲明《聯合國憲章》經在經中華民國等國批准後生效。1945年至今，部分创始成员国改名，部分成员国解散，新的国家或政府继承了它们。後来，中國的席位由中華人民共和國取得，取代之前代表“中國”的中華民國。因此中華人民共和國在出席聯合國大會和安全理事会時，使用“中国”（China）名称。
中華人民共和國宣稱，聯合國大會2758號決議恢復中華人民共和國在聯合國的合法權益，1949年之後的國民黨政權已經喪失代表全中國的合法性，台灣依然是中國領土，因此殘存的「台湾当局」為一不代表全中國的地方政權，應改稱“中國台灣省”。
而中華民國方面，宣稱其已退出聯合國，拒絕承認中華人民共和國可以在聯合國中代表中華民國。目前執政的民進黨政府主張，台灣與中華人民共和國互不隸屬，中華人民共和國繼承聯合國會籍的「中華民國」主權及相關聯合國權利中不包含中華民國政府實際控制的臺澎金馬地區，中華人民共和國無權代表「中華民國」，並為聯合國長期排除「台灣」而提出抗議。

## 历史

### 1949年以前

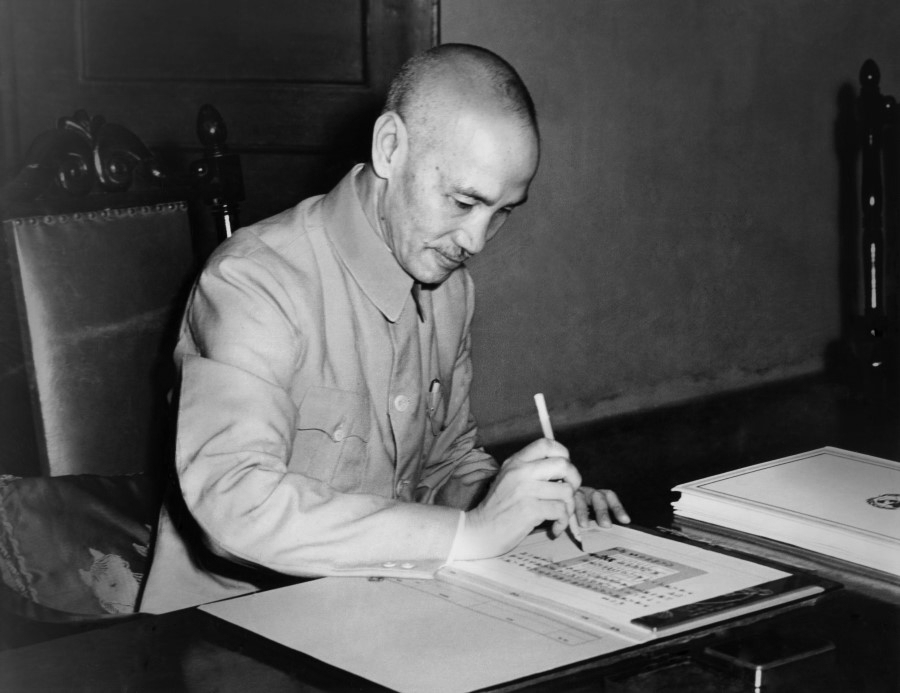
1945年8月24日，中華民國國民政府主席蔣中正于陪都重慶签署《联合国宪章》批准書。

1944年10月9日，在敦巴顿橡树园会议後，蘇聯、美國、英國、中國同時公佈《關於建立普遍的國際安全組織的建議》（也稱《聯合國組織草案》）。
在德黑蘭會議期間，羅斯福曾於1943年11月29日下午，同斯大林舉行了45分鐘的私人會談。會談中，羅斯福詳細敘述了對聯合國組織機構的設想，其中也包括“世界警察”問題。羅斯福認為，未來的聯合國組織應由三個層次的機構組成：最低一級為全體大會，由當時大約35個反法西斯國家成員國組成。這個機構定期在不同的地方開會，每個國家都有權平等地發表意見，並向一個較小的機構提出建議。中間一個層次是執行委員會，參加者為蘇聯、美國、英國和中國，再加上兩個歐洲國家、一個南美洲國家、一個近東國家、一個遠東國家和一個英帝國（後改為英聯邦）自治領，總共10到11個國家。這個機構有權處理一切軍事以外的問題，它所作出的決議對各有關國家具有一定的約束力。最高一級為“四警察”機構，由蘇聯、美國、英國和中國組成，這個機構將有權快速處理任何對和平構成威脅的事件和突發事變。在回答斯大林提問的過程中，羅斯福進一步補充說，在和平可能受到威脅時，“四警察”有兩種對付方法：一種情況是，如果威脅起因於一個小國的革命或擴張，“四警察”可以採取隔離的方法，封鎖有關國家的邊界並實行禁運。第二種情況是，如果威脅更嚴重，四大國即以“警察”身份行事，向有問題的國家發出最後通牒；如果這一通牒被拒絕，就將立即對該國實施轟炸和可能的軍事進攻。斯大林讚同羅斯福關於加強制裁權的主張，他認為，聯合國的最高一級機構不僅應當有權作出決定，還應該有權控制德國和日本周圍的重要軍事據點，以防止這兩個國家再次走上侵略的道路。
斯大林強調說，為了防止侵略，只靠建立幾個擬議中的機構是不夠的，必須有權在歐洲和遠東佔領重要的戰略據點，包圍德國和日本，在它們出現發動侵略的危險時，就把它們打下去。蘇聯方面主張，“世界警察”應該由美國、蘇聯、英國三國組成，中國無權列入。早在1943年10月，蘇美英三國在莫斯科舉行外長會議時，當美國國務卿科德爾·赫爾提出把審議《四國關於普遍安全的宣言》列入會議議程時，蘇聯外長莫洛托夫就提出過異議。蘇方的真實意圖是要排斥中國，但它提出的理由是中國沒有參加會議，由三國會議來討論四大國的聲明文件是不合適的。赫爾堅持要把中國列為宣言的共同發起國，甚至表示將不惜以會議達不成協議為代價。最後莫洛托夫作了妥協，答應把中國的地位問題留待以後討論。
考慮到美國可能會堅持讓中國加入，斯大林提出了替代方案。他建議組建兩個組織：一個是歐洲組織，由美國、英國、蘇聯，可能再有另一個歐洲國家參加；另一個是遠東組織或者世界組織，或者是一個歐洲組織加一個遠東組織，或者是一個歐洲組織加一個世界組織。方案很周密，言詞很委婉，最終目的是不讓中國進入“世界警察”的行列。英國也主張由“三警察”而不是“四警察”統治世界。羅斯福仍然堅持自己的主張。他在多種場合表示：“在將來，一個仍然不可戰勝的中國將不僅在東亞，而且在全世界起到維護和平與繁榮的適當作用。”他表示，他不是沒有認識到中國目前還很弱，但他想到更遠的將來，中國畢竟是一個擁有4億人口的國家，把它當作朋友，總比當作一個潛在的麻煩來源要好一些。他說：“中國作為世界組織的最高理事會的一個成員，就會使這個組織具有世界性，這就有利於把亞洲號召起來，使其效忠於這個組織。”
由於美國政府的一再堅持，中國進入了“世界警察”集團。五大常任理事國正式確立1944年8月21日至10月7日，美、英、蘇、中各國的代表在華盛頓附近的一座古老莊園敦巴頓橡樹園舉行會議。會議規劃了聯合國憲章的基本輪廓，解決了聯合國建立的主要問題。
會議在討論安理會的組成時，美國最初的方案是由4個常任理事國和7個非常任理事國組成，後來又提出吸收法國作第五個常任理事國，接著又補充說，晚些時候還可能建議增加一個拉美國家為第六個常任理事國。經蘇聯代表詢問，美國代表說，拉美代表是巴西。美國堅持認為，巴西的人口、面積和資源使它有充分的理由加入常任理事國。此外，巴西在二戰中為反法西斯盟國的勝利作出了傑出貢獻。蘇聯代表葛羅米柯說，蘇方認為把安理會常任理事國暫時限定為四大國，以後法國加入後限定為五大國。英國代表也表示，希望理事會還是不要有第六個常任席位，並補充說，只要一突破增加法國作為第五個常任理事國這個框框，理事會就會受到強大壓力，就會有提出進一步增加常任理事國席位的要求。後來，美國代表又提出，應該將以後如何增加常任理事國的條款列入基本文件，但英國和蘇聯代表對此均持否定態度。最後三方一致同意，除法國之外不再增加常任理事國。
1945年2月11日，雅爾達會議結束，羅斯福、史達林、丘吉爾發表聯合聲明，定於4月25日在舊金山召開聯合國國際組織會議，並决定管制德國辦法。在1945年2月舉行的雅爾塔會議上，與會各國作出在舊金山召開制憲會議的決定時，建議中国和法國同蘇美英一起，共同作為舊金山會議的發起國（當時法國已成立臨時政府）。中國政府接受了這一建議。法國同意參加會議，但決定不擔任發起國，因為法國認為它沒有參加敦巴頓橡樹園會議和雅爾塔會議的協商，不能要求其他國家在沒有自己參與製定的憲章上簽字。 1945年6月26日，舊金山制憲會議圓滿結束，《聯合國憲章》正式簽署。憲章第23條明確規定：安理會的五個常任理事國為：美利堅合眾國、蘇維埃社會主義共和國聯邦、中華民國、大不列顛及北愛爾蘭聯合王國、法蘭西共和國。五大常任理事國的地位從此被正式確立。
1945年2月14日，中華民國外交部聲明，同意雅爾達會議的决議，在舊金山召開聯合國國際組織會議，中国為邀請國。1945年2月15日，聯合國善後救濟總署遠東委員會在澳大利亞集會，蔣廷黻任主席。1945年3月5日，蘇聯、美國、英國、中國正式發出聯合國國際組織會議請柬，定於4月25在舊金山舉行。1945年3月26日，中國國民政府行政院公佈出席舊金山聯合國國際組織會議的代表團名單，宋子文為首席代表，顧維鈞、王寵惠、魏道明、胡適、吳貽芳、李璜（中國青年黨）、張君勱（中國國家社會黨）、董必武（中國共產黨）、胡霖為代表，施肇基爲高等顧問。3月29日發佈政府令。1945年4月25日，聯合國國際組織會議在美國舊金山召開，美國、中國、英國、蘇聯、法國等46個國家的代表參加。董必武的出席是中國共產黨最高領導人首次在國際政治舞台上出現。1945年6月26日，聯合國國際組織會議通過《聯合國憲章》，決定新的世界組織定名為「聯合國」，中國為《聯合國憲章》規定的五個联合国安全理事会常任理事国之一。為了表揚中國對第二次世界大戰的貢獻，中國獲得在《聯合國憲章》上第一個簽字的榮譽。代表團代首席代表顧維鈞率先簽字後即發表華語演說。其後依序簽字者有王寵惠、魏道明、吳貽芳、李璜、張君勱、董必武、胡霖等代表。
1945年8月15日，日本宣佈無條件投降。1945年8月24日，中華民國國民政府主席蔣中正在重慶簽署《聯合國憲章》批准書。
1947年8月18日，安理会第186次会议，中华民国代表蒋廷黻以蒙古武裝侵略为由投票反对蒙古加入联合国。

### 1950年代

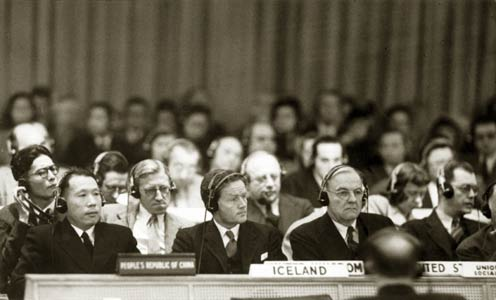
1950年11月，中華人民共和國特派代表伍修权（前排左一）在联合国安理会发言。

從1950年開始，蘇聯等國即在歷屆联合国大会提出「中國代表權問題」，認為應由中華人民共和國政府取得中華民國政府在聯合國大會與安理會的中國席次。1950年1月，毛澤東宣布任命張聞天為中國駐聯合國首席代表，但因中華人民共和國未取得中國席次，張聞天並未赴任。
1950年6月韓戰爆發，8月24日中华人民共和国外交部長周恩來向聯合國安理會提出了「美國侵略台灣」的控訴，控告美國干涉中國內政，侵犯中國主權，要求美軍撤出臺灣。1950年10月，中華人民共和國的軍隊以中国人民志愿军的名義与联合国军在朝鲜开战。1950年11月28日，中華人民共和國代表應安理會邀請，第一次出席聯合國會議（當時聯合國的中國席位屬於中華民國，中華人民共和國沒有席位），討論韓戰與台灣問題。代表伍修權在會上發言，譴責美國「武裝侵略中國領土台灣」。1951年2月1日聯合國大會通過第498號決議，認定中華人民共和國介入朝鮮是「侵略行為」。1951年5月18日聯合國大會通過第500號決議，對中華人民共和國與朝鮮禁運武器與戰略物資。
1952年，中華民國向聯合國作出控訴，指責蘇聯違反了《聯合國憲章》及《中蘇友好同盟條約》，联合国大会經調查後發現蘇聯曾在日本投降後，試圖阻止中華民國國民政府對滿洲（現中國東北，日本侵華期間曾在當地建立滿洲国）恢復主權，並對中共作出軍援及經援，以資助其反政府活動。聯合國大會以25票支持、9票反對、24票棄權、2國未投票，通過《聯合國大會505號決議》（控蘇案）對蘇聯的行徑作出譴責。
1955年中華民國在聯合國安全理事會行使否決權，否決蒙古加入聯合國，中華民國認為蒙古是中國領土的一部分，因此其能否加入聯合國尚有待討論。
1950年至1960年間，由於當時中華人民共和國為共產主义阵营之成員，美國防止共產主義勢力在安理會另增一常任席位，故仍承認中華民國政府為代表中國之政府，而排斥中華人民共和國政府，協助中華民國政府保衛其中國代表權，美國採用「緩議」（moratorium）策略，在各屆大會主張暫時不討論中國代表權問題，均獲成功，為大部分盟國所接納。蘇聯對美國及其盟友排擠中華人民共和國提出抗議。

### 1960年代
從1960年起，由於第三世界國家的獨立浪潮，聯合國大會的形勢發生變化。首先是在中苏论战中，支持中華人民共和國的社會主義國家阿爾巴尼亞提案，建議由中華人民共和國政府取代中華民國政府在聯合國的「中國席位」。初期親美的國家佔多數，提案沒有通過。但在1960年後陸續有新國家（多数为新独立的第三世界国家）加入联合国，使大會的主導權從親美國家向親中華人民共和國的國家轉移。
1961年，蘇聯聲言如果中華民國不讓蒙古人民共和國加入聯合國，它將阻止新獨立的非洲國家加入聯合國。中華民國面對壓力，不得不緩和反對蒙古人民共和國加入聯合國的立場，蒙古人民共和國其後加入聯合國。
1961年至1971年間，由於亞洲與非洲加入聯合國的新獨立國家大多支持中華人民共和國，美國乃改提「重要問題」議案，先確認「中國代表權」問題為重要問題，得過半數同意，其後任何改變中國代表權的議案，均需三分之二多數方能通過，以此保住中華民國政府在聯合國的中國席次。

### 1970年代
1971年10月25日，重要問題案未獲通過（55票支持、59票反對、15票棄權），隨後有機會促成中国雙重代表案的分段表決也遭到否決（61票反對，51票贊成，16票棄權）。1971年10月25日，中國（中華民國政府）代表團在阿爾巴尼亞所提《恢復中華人民共和國在聯合國之合法權利案》表決之前發言退出聯合國大會並退出會場。
1971年10月25日，聯合國大會以76票支持、35票反對、17票棄權、3國未投票，通過《聯合國大會2758號決議》：「恢復中華人民共和國政府在聯合國的一切合法權利」。
1971年10月26日，联合国秘书长吳丹向中华人民共和国外交部代部長姬鵬飛發電報，正式通知聯合國大會決議。1971年11月15日，中華人民共和國代表團首次代表中國出席聯合國大會會議。中華人民共和國外交部副部長喬冠華團長發表重要講話。1973年11月20日，中華民國立法院通過《中華民國常駐聯合國代表團組織條例》暫停適用，同年11月30日時任中華民國總統蔣中正公布法案，但是至今沒有正式廢止。
1974年4月6日，中華人民共和國國務院副總理鄧小平率領中華人民共和國代表團出席聯合國大會第六屆特別會議。4月10日，鄧小平在聯合國大會代表中國發言，闡明了中華人民共和國的對外政策，并提出建立国际政治及经济新秩序：
中国现在不是，将来也不做超级大国。如果中国有朝一日变了颜色，变成一个超级大国，也在世界上称王称霸，到处欺负人家、侵略人家、剥削人家，那么，世界人民就应当给中国戴上一顶社会帝国主义的帽子，就应当揭露它、反对它，并且同中国人民一道，打倒它。——邓小平，1974年4月9日，邓小平在第六届特别联大上发言

### 1980年代
1988年9月，中華人民共和國正式申請加入聯合國維持和平行動特別委員會。1989年11月，中華人民共和國第一次派代表參加了聯合國維持和平行動——聯合國納米比亞過渡時期協助團。

## 中国与聯合國专门组织的关系
中国参与了下列联合国下属组织机构的活动：
联合国专门组织
- 联合国粮食及农业组织（粮农组织）
- 国际民用航空组织（民航组织）
- 国际农业发展基金（农发基金）
- 国际劳工组织（劳工组织）
- 国际海事组织（海事组织）
- 国际货币基金组织（基金组织）
- 国际电信联盟（电信联盟）
- 联合国教育、科学及文化组织（教科文组织）
- 联合国工业发展组织（工发组织）
- 万国邮政联盟
- 世界银行集团
  - 国际复兴开发银行
  - 国际投资争端解决中心
  - 国际开发协会
  - 国际金融公司
  - 多边投资保证机构
- 世界卫生组织（世卫组织）
- 世界知识产权组织（知识产权组织）
- 世界气象组织（气象组织）
- 世界旅游组织

相关组织
- 国际刑警组织（刑警组织）
- 国际原子能机构（原子能机构）
- 全面禁止核试验条约组织筹备委员会
- 禁止化学武器组织
- 世界贸易组织（世贸组织）

各公约秘书处
- 残疾人权利公约
- 联合国防治荒漠化公约
- 联合国气候变化框架公约

联合国信托基金
- 联合国民主基金
- 联合国国际伙伴关系基金

### 聯合國人權委員會
中國籍張彭春是聯合國人權委員會的副主席，參予制定世界人權宣言的草案。委員會主席愛蓮娜·羅斯福在回憶錄中說到他對宣言的影響：

張(彭春)博士是一個多元主義者，主張真理不只一種。他說人權宣言不應該只反映西方思想，而應該包容不同思想。他一度建議秘書長花幾個月時間研究儒家精神。

聯合國大會在1948年12月10日通過世界人權宣言，中國是投票贊成的48個國家之一。

### 聯合國托管理事會
聯合國託管理事會由安全理事會的五個常任理事國組成。從2006年起，因為托管的領土都已自治或獨立，托管理事會不再有托管活動。

### 國際法院
中國與國際法院的關係始於1946年10月26日，中華民國簽字接受國際法院的強制管轄權。

### 维持和平行动
到2005年9月為止，中國累计参加联合国14项维和行动，累计参加维和人数4,000人次。依联合国维持和平行动部2013年6月統計數字，中国派出维和人数1,782人，在联合国會員中排名第十六；维和人数排名第一的是巴基斯坦，派出维和人数8,230人。

### 国际刑警组织
2016年11月10日，时任中华人民共和国公安部副部长的孟宏伟当选为国际刑警组织主席。这是国际刑警组织历史上第一次由中国人担任该组织主席。
2018年10月5日，法国里昂警方接到孟宏伟妻子报案称，孟于9月底回到中国后失踪。2018年10月7日晚，中共中央纪委国家监委网站宣布，孟宏伟涉嫌违法，目前正接受国家监委监察调查。同日晚，国际刑警组织指他已辞去主席职务，即刻生效。

### 国际货币基金组织
中國是该组织创始国之一。中華民國自1945年12月27日至1980年4月16日止行使中国代表權，因為自1971年後聯合國的中國代表權有所更換，根據會籍普遍化原則，以及因為1979年美國與中華人民共和國建交，最終於1980年4月17日後由中華人民共和國行使国际货币基金组织的中国代表權。国际货币基金组织同意發展後續和中华民国政府的非正式安排關係（informal arrangements），並允許保留在IMF的16名中華民國籍雇員的職位。但该组织其后将中华民国称呼为“中国台湾省”（Taiwan Province of China），并将其与香港并列分类为“领土实体”（territorial entities）。
在2010年国际货币基金组织改革前，中华人民共和国在该组织中的份额为33.853亿特别提款权，占总份额的2.34%。中华人民共和国共拥有34102张选票，占总投票权的2.28%。2010年改革需要多数成员国完成国内审批程序，美国国会至2015年12月才批准改革方案。改革方案生效后，中华人民共和国的份额将由3.65%升至6.19%，超越德、法、英，位列美国和日本之后。改革后美国拥有17.67%份额，依旧拥有事实上的“否决权”。
中華人民共和国在1980年獲得货币基金组织的席位后单独组成一个选区并派一名执行董事。1991年，该组织在北京设立常驻代表处。2012年6月19日，20國集團（G20）峰會期間中华人民共和国宣布向国际货币基金增资430亿美元。官方称此举可以達致双赢。

## 联合国驻华机构
联合国善后救济总署曾协助中国抗日战争战后重建以及第二次国共内战人道援助工作。
聯合國大會在1957年通過1167號決議，1962年通過1784號決議，要求聯合國難民署協助湧入香港的中國難民，聯合國難民署幫助的中國難民約一百萬。
1971年至今，聯合國難民署協助在澳門的中國難民，與在印度與尼泊爾的西藏難民。到2001年底為止，印度約有11萬西藏難民。聯合國難民署估計，1990年前抵達尼泊爾，並在尼泊爾具有難民身分的西藏難民約有1萬5千人。

## 中華民國再度入联问题

### 中國代表權爭議
中國是聯合國的創始會員國之一，也是五個联合国安全理事会常任理事国之一（明定於聯合國憲章第23條）。此時中國正由中華民國國民政府及行憲後之中華民國政府統治，政權系中華民國。其後中華民國政府在第二次國共內戰中失利，中國共產黨及各人民團體于1949年在北平召開中國人民政治協商會議第一屆全體會議，通過《中國人民政治協商會議共同綱領》，宣告中华人民共和国成立，並組織中华人民共和国中央人民政府，統治中國大陸。當年底中華民國政府退守台灣地區後，兩岸分立分治的局面形成。中華民國政府與中華人民共和國中央人民政府均聲稱各自為中國的唯一合法政府，不承认对方為合法政府。從1950年至1971年中華民國政府的代表一直擁有在聯合國的中國席位，中華人民共和國則不斷爭取驅逐“蔣介石集團”（即位居台灣地區的中華民國政府）的中國代表權，要求取代中華民國在聯合國的中國席位。
1971年7月15日阿爾巴尼亞、阿爾及利亞等十八國（後增至二十三國）提出「承认中华人民共和国政府的代表是中国在联合国组织的唯一合法代表，中华人民共和国是安全理事会五个常任理事国之一，决定：恢复中华人民共和国的一切权利，承认她的政府的代表为中国在联合国组织的唯一合法代表，并立即把蒋介石的代表从它在联合国组织及其所属一切机构中所非法占据的席位上驱逐出去。」，史称“两阿提案”。
1971年10月19日－10月24日的聯合國大會總辯論期間，有七十多國參與了關於中國代表權辯論的發言。1971年9月29日美國同日本等十九國（後增至二十二國）所提出「重要議題案」，將中共入會的「取代投票案」從二分之一贊成通過的門檻，改為三分之二贊成才得以通過之重要議題，在1971年10月25日的表決過程中以59票反對，55票贊成，15票棄權未獲通過。同日時任美國大使老布希連同日本等十七國（後增至十九國）提出臨時動議，主張將A/L.630以及附加文件1、2號決議草案分段表決，其中「把蔣介石的代表從它在聯合國組織及其所屬一切機構中所非法佔據的席位上驅逐出去」部分作為另一項議案，如果能獲得足夠的贊成票，有機會促成「雙重代表案」，即中華人民共和國將以常任理事國身分參與聯合國，同時中華民國仍然保持其聯合國普通會員國的席位，但此動議在表決中以61票反對，51票贊成，16票棄權的結果未獲通過，換言之「當時與中華民國建交的六十五個邦國中出現了嚴重倒戈」，再加上當天又有與中華民國政府關係友好的沙烏地阿拉伯大使白汝迪（Jamil M Baroody）奉其國王指示幫忙中華民國，不斷地發言且堅持自己的提案比阿爾巴尼亞提案或者雙重代表權案都好，導致眾多成員國不滿，令中華民國代表團認知到即將進行的「取代投票案」已無希望，中華民國外交部部長周書楷上台發言，表示對於即將進行的投票案感到相當遺憾，中華民國政府決定自行退出以維護立場，隨後中華民國代表團離席，最終聯合國大會以76票贊成、35票反對、17票棄權通過中華人民共和國「取代」中華民國在聯合國的中國席位。

### 台灣入聯運動
聯合國大會雖於1971年通過《2758號決議》，由中華人民共和國政府取代中華民國政府在聯合國行使中國代表權；然而此一針對聯合國中國代表權問題之決議，並未妥善解決由中國內戰造成分裂的現實問題，中華民國政府在台澎金馬與中華人民共和國政府在大陸實質有效統治，雙方繼續對立分治和互不承認對方的主權。
在1980年代末期以前，中華民國政府仍認為自己是中國的唯一合法政府；然而在中國國民黨保守派力量逐漸式微下，1990年代初期起，台灣民意傾向台灣在地認同，但是台灣民間已經開始呼籲要求政府以「務實」態度經營外交，並且設法重返聯合國。1991年6月，中华民国立法院通過決議，建議政府於適當時機以「中華民國」名義重返聯合國。策略上，主要是透過與中華民國保有正式外交關係的國家，在聯合國大會提出呼籲。
自1993年起，中華民國外交部開始透過與其建有官方外交關係的國家，向聯合國秘書長遞交陳請信函，並在聯合國大會等國際場合中提案或發言，支持中華民國政府爭取聯合國席位的立場。1993年至1996年間，提案重點為根據聯合國會籍普及化原則，建請大會成立特別委員會審議中華民國所處的特殊國際環境。1997年至1998年間，則改為要求聯合國大會撤銷《2758號決議》中，有關排除中華民國席次的部分。1999年起，又加入要求聯合國大會設立工作小組，審查中華民國特殊國際處境，以確保其2300多萬人民參與聯合國之基本權利。
針對中華民國方面的訴求，中華人民共和國的主張是：「通过联合国2758号决议的精神：世界上只有一个中国，中华人民共和国政府于1971年即取代中华民国政府在联合国的中國席位一切权力，是代表中国的唯一合法政府，故中華人民共和國所行使之中國代表權自然包含中华民国」。由於中華人民共和國在国际上重大的政經影響力，支持中華民國方面主張的相關提案每次都在聯合國大會總務委員會中即遭排除，無法列入大會正式議程。若干與中華民國建有官方外交關係的國家曾就「程序正義」問題在總務委員會中對聯大主席進行口頭抗議，或在聯合國大會總辯論中發表聲明表示支持中華民國方面的主張，但並未產生實質的影響。
另有主張以「台灣」作為一個主權獨立國家的名義，申請成為聯合國新會員的聲音。此類主張因涉及「台灣獨立」的敏感議題，在國際間或中華民國國內皆有相當程度的爭議性及討論，而中華人民共和國則繼續以联合国2758号决议作為否定理据，认为中华人民共和国政府是代表“包括台湾人民在内的全体中国人民的唯一合法政府”。
2007年7月19日，時任中華民國總統的陳水扁向時任聯合國秘書長潘基文致函，正式以「台灣」名義申請加入聯合國，但以“台湾是中華人民共和國的一个省或地区”的理由遭到联合国秘书处的拒絕。為配合此議題，同年民主進步黨開始規劃並配合中華民國政府推動以台灣名義加入聯合國全國性公民投票案。当时「以台灣名義加入聯合國全國性公民投票案」透過民進黨、中華民國中央政府與地方政府戶政機關，於中華民國各地連署。11月28日，收集到的2,726,499份连署书送交中央选举委员会审查（法定公投成案门槛为825,359人）。中央选举委员会在2008年2月1日宣布此案和务实返联公投案成立，分别为第5案与第6案，并将与总统选举同日进行。2008年3月22日，该公投案因未达50%投票率而未通過。當時中華民國的主要在野黨中國國民黨亦隨後推動時程與投票時機相近的返聯公投行動，名稱為“推動我國以務實、有彈性的策略重返聯合國及加入其它國際組織全國性公民投票案”，同樣因未達50%投票率而未通過。與上述入聯公投不同的是，國民黨強調的是「以中華民國的身分重返聯合國」。
2011年9月7日，《維基解密》透露聯合國秘書長潘基文在2007年數度稱“台灣是中華人民共和國的一部分”的言論，受到美、澳、加、日、紐等國的關切，對此潘基文承認發言過當，承諾不再使用「台灣是中華人民共和國一部分」的說法。
2017年9月27日，当时跟中華民國维持邦交的15个国家中，有12个國家遞交了連署表達支持中華民國參與聯合國體系的信函，負責接下信函的聯合國常務副秘書長阿米纳·J·穆罕默德表示，充分瞭解中華民國對被排除在聯合國體系外的關切，也會瞭解信函內容，將在當天轉交給聯合國秘書長古特瑞斯。
2023年9月15日，聯合國常務副秘書長阿米纳·J·穆罕默德對於台灣參與聯合國的問題表示，「我認為排除任何人將會阻礙目標……我們說過，不要遺落任何人。我認為成員國必須找到一種方法來確保我們不會排斥任何人」；她重申，「每個人都很重要，無論是台灣或其他人。我認為成員國找到解決方案非常重要」。

### 中华民国参与国际民航组织问题
1944年11月9日，中華民國政府代表中國簽署了《國際民用航空公約》，並於1946年2月20日交存了批准書。1947年，國際民航組織正式成立，中華民國是为創始成員國。

1949年中華民國政府遷台後，中华民国政府因财政困难，无法支付巨额会费，于1950年提出声明退出，1951年生效。

1953年1月，中華民國政府以「观察员」身份重返国际民航组织。交通部民航局局长賴遜岩代表参加东南亚及太平洋空中航行第18届理事会，会议设定台北飛航情報區。同年7月，国际民航组织通过中华民国政府的重新加入申请案。12月，中华民国再度成为会员国:149。

1971年11月，國際民航組織通過決議，承認中華人民共和國政府為中國唯一合法代表，取消對中華民國政府的承認。中華人民共和國政府於1974年2月15日開始代表中國行使其在ICAO的代表權，承認《國際民用航空公約》，並自同日起參加國際民用航空組織的活動。

1977年國際民航組織第22屆大會決定中文作為這個組織的工作語言之一。 1974年2月，中國正式參加該組織並於當年當選為二類理事國後一直連任。2004年第35屆大會上，中國當選為一類理事國並連任至今。

2013年6月，美國參眾兩院以壓倒性票數通過了支持中華民國成為國際民航組織觀察員的法案，案中並要求國務卿訓令美國駐ICAO代表團提案支持。但時任官員金溥聰認為，ICAO大會是否能讓中華民國取得觀察員席次，取決於中華人民共和國政府是否同意放行中華民國政府加入。同年9月13日，国际民航组织發函邀請中華民國交通部民用航空局局長沈啟，使用「中華台北」名義，以理事會主席「特邀貴賓」身份出席該年9月23日至10月4日在加拿大蒙特婁舉辦的第38屆ICAO大會，為中華民國失去ICAO席次40餘年後首次出席ICAO大會。

2015年3月11日，中國民航法專家柳芳當選國際民航組織秘書長，任期自2015年8月1日至2018年7月31日，后连任至2021年2月。2016年9月，ICAO沒有發函邀請中華民國參與該屆大會，同時也拒絕發出採訪證給前往採訪ICAO大會的台灣媒體。美國、日本、歐盟、加拿大、澳洲、尼加拉瓜等國陸續發聲，支持台灣以觀察員身分參與ICAO。另外，保護記者協會總部及法國無疆界記者組織聲援表示，ICAO作為聯合國所屬專責機構，應捍衛言論自由，發給台媒記者採訪證件。當地台僑決定以實際行動聲援台灣，將在大會會場外集會，要求ICAO不能讓台灣缺席或邊緣化。由僑界自動自發進行的這項聲援台灣集會活動，已向蒙特婁警方申請獲准。另外，巴拉圭駐加拿大大使拉米拉茲（Julio Cesar Arriola Ramirez）指出，各國在大會中被告知不得提及「台灣」，否則麥克風將被消音。薩爾瓦多民航局長莫拉茲（René Roberto López Morales）也證實確有此事，暗諷秘書長柳芳還活在冷战思维當中。

2020年1月國際民航組織於2019新型冠狀病毒流行時，無視可能造成的世界傳染風險並拒絕與台灣共享關鍵的飛航資訊與疫情情報；隨後國際民航組織在其官方的社群軟體Twitter上封鎖或刪除了所有討論台灣是否應被包括在與疫情爆發有關的航空旅行後勤計劃的討論串，包括美國國會議員助理與研究員的提問。對此美國國務院發言人摩根·奧塔格斯聲明譴責ICAO此舉。而ICAO的社群帳號負責人關綺寧Qining Guang為中國公民。繼2020年1月的大量封鎖挺台言論後，秘書長柳芳任期结束前夕，國際民航組織於當地時間2月13日做出疫情影響航空業的報告，報告內容直接以台灣省（its Taiwan Province）稱呼台灣。

### 中华民国参与国际刑警组织问题
1984年9月，中华人民共和国申請加入國際刑警組織，在年會投票中按一個中國原则向該組織年會要求其成功加入後中華民國改名「中國台灣」。首次投票中申请未获通过，後因記票失誤重投。再次投票通過後，取代中華民國的中國席次的申請；中華民國方面退場抗議，退出此組織。
多年來中華民國政府積極爭取以觀察員身份參與國際刑警組織，但因海峽兩岸的政治因素而未能成功。

### 中华民国参与国际电信联盟问题
中華民國於1920年加入国际电信联盟，直到1971年联合国大會2758號決議將中華人民共和國視為唯一合法的中國代表并成为常任理事国爲止。此後中華民國失去成員資格，被列爲「中國台灣」。

## 外部連結
- 联合国驻华系统（页面存档备份，存于）